# Lispe lanzarotensis
Lispe lanzarotensis este o specie de muște din genul Lispe, familia Muscidae, descrisă de Baez în anul 1978. Conform Catalogue of Life specia Lispe lanzarotensis nu are subspecii cunoscute.